# الشمال (فلم)
الشمال (بالإسبانية: El Norte) فيلم دراما، ومغامرات بريطاني أمريكي مستقل لعام 1983، من إخراج جريجوري نافا. كتب السيناريو جريجوري نافا وآنا توماس، بناءً على قصة نافا. عُرض الفيلم لأول مرة في مهرجان تيلورايد السينمائي عام 1983، وصدر على نطاق واسع في يناير 1984. تم تمويل الفيلم جزئيًا من خدمة البث العامة (PBS) (خدمة إذاعية تلفزيونية عامة غير هادفة للربح في الولايات المتحدة).
ترشح الفيلم لجائزة الأوسكار لأفضل سيناريو أصلي في عام 1985، وهو أول فيلم أمريكي لاتيني مستقل يتم تكريمه بهذا الشكل. تم اختيار الفيلم في عام 1995، لسجل الأفلام الوطني للولايات المتحدة من مكتبة الكونغرس باعتباره "مهمًا ثقافيًا أو تاريخيًا أو جماليًا.
الفيلم من بطولة زايدي سيلفيا جوتيريز وديفيد فيلالباندو، في أدوارهم السينمائية الأولى، كشابين من السكان الأصليين يفرون من غواتيمالا بسبب الاضطهاد العرقي والسياسي للحرب الأهلية الغواتيمالية، متجهين إلى الولايات المتحدة.

## طاقم التمثيل
- زيد سيلفيا جوتيريز: في دور روزا زونكاكس
- ديفيد فيلالباندو: في دور إنريكي إكسونكاكس
- إرنستو جوميز كروز: في دور أرتورو إكسونكاكس
- أليسيا ديل لاغو: في دور لوب إكسونكاكس
- لوب أونتيفيروس: في دور ناشا
- ترينيداد سيلفا: في دور مونتي برافو
- إنريك كاستيلو: في دور خورخي
- توني بلانا: في دور كارلوس
- ديان كاري: في دور أليس هاربر
- مايك جوميز: في دور خايمي[1]

## ملخص أحداث الفيلم
يقع الجزء الأول في قرية ريفية صغيرة في غواتيمالا تسمى سان بيدرو حيث تعيش عائلة من سكان المايا الأصليين: أرتورو جامع قهوة وزوجته ربة منزل. يناقش أرتورو وعائلته إمكانية الذهاب إلى الولايات المتحدة حيث «يمتلك كل الناس، حتى الفقراء، سياراتهم الخاصة».
خلال الجزء الثاني من الفيلم، يفر شابين من غواتيمالا ويسافروا عبر المكسيك حيث يلتقوا ذئبًا مكسيكيًا يرشدهم عبر الحدود. يتضمن هذا القسم مشاهد كوميدية مختلفة تتعلق بالقوالب النمطية المتبادلة بين المجموعات العرقية المختلفة في المكسيك. تكتشف روزا وإنريكي، في الجزء الأخير من الفيلم، صعوبات العيش في الولايات المتحدة دون وثائق رسمية، وبعد الإقامة في فندق رخيص في سان دييغو، ينتقلوا إلى الشمال ويستقروا في لوس أنجلوس.
ينتهي الفيلم وإنريكي يدرك بمرارة، ويتعلم أخيرًا من كلمات والده الراحل عن أن الفقراء ليسوا سوى سلاح للأثرياء... حتى في الشمال (في إل نورتي).

## استقبال الفيلم
وصفت مجلة فارايتي الفيلم بأنه "أول ملحمة أمريكية متحدة مستقلة". كان الناقد السينمائي روجر إيبرت سعيدًا بعمل نافا وتوماس (الإخراج والسيناريو) وشبهه بالأفلام الكلاسيكية خلال الأعوام الماضية، حيث كتب: فيلم "الشمال" يروي قصة بجمال بصري مذهل، مع ميلودراما بلا جدال، مع اختلاط الغضب بالأمل. إنه قصة "عناقيد الغضب" لعصرنا"، ومنح الفيلم 4 نجوم من أصل 4 نجوم.  كتب ناقد مجلة الكومنول Commonweal "توم أوبراين"، معلقاً على مشهد حيث يعبر أبطال الفيلم إلى كاليفورنيا عن طريق نفق مجاري موبوء بالفئران،: "المشهد يلخص قوة الفيلم النادرة".
تأثر نقاد الفيلم فريدريك وماري آن بروسات من موقع سبيريتوالتي & براكتس Spirituality and Practice بقصة نافا وتوماس والاهتمام الذي يولوه لجذور الشخصية الأصلية، وكتبوا: «اهتمام نافا بالتفاصيل، لا سيما الإبداع الجمالي والديني للثقافة الهندية، وتعاطفه مع الحياة الداخلية لأبطال الفيلم يرفع هذه القصة فوق لحظاتها الميلودرامية ويجعل الحكاية لا تنسى».
اعترض بعض نقاد الأفلام على ما اعتبروه النهاية الحزينة للغاية للفيلم، حيث كتب فينسينت كانبي لصحيفة نيويورك تايمز: «لولا نهايته المأساوية بشكل تعسفي، يبدو أن فيلم» الشمال«كان على وشك أن يقدم أحد أكثر الأفلام الاجتماعية جرأة وسخرية وتصريحات سياسية، التي يمكن العثور عليها في فيلم عن الولايات المتحدة كأرض القوة والفرص». ومع ذلك، وجد كانبي قمة التمثيل والواقعية، وأضاف: «السيد نافا لا يرعى» شعبه الصغير«، وهذا له علاقة بالجودة المستقيمة وغير الفعالة للأداء، خاصة من زايد سيلفيا جوتيريز بدور روزا وديفيد فيلالباندو في دور إنريكي، وهما ممثلان مكسيكيان رائعين».
منح موقع الطماطم الفاسدة الفيلم تقييم مقداره 86% بناء على آراء 21 ناقد فني.

## الجوائز والتكريم
مهرجان مونتريال السينمائي العالمي 1984: فاز بالجائزة الكبرى للأمريكتين (المخرج جريجوري نافا).
جوائز الأوسكار 1985: ترشح لأوسكار أفضل سيناريو مكتوب مباشرة للشاشة (جريجوري نافا وآنا توماس).
رابطة الكتاب الأمريكية، الشرق 1985: ترشح لجائزة وجا لأفضل سيناريو مكتوب مباشرة للشاشة (جريجوري نافا وآنا توماس).
اختير الفيلم في عام 1995 ليحفظ في مكتب تسجيل الأفلام الوطني بالولايات المتحدة.

## روابط خارجية
- الشمال على موقع IMDb (الإنجليزية)
- الشمال على موقع ميتاكريتيك (الإنجليزية)
- الشمال على موقع روتن توميتوز (الإنجليزية)
- الشمال على موقع نتفليكس (الإنجليزية)
- الشمال على موقع ألو سيني (الفرنسية)
- الشمال على موقع Turner Classic Movies (الإنجليزية)
- الشمال على موقع أول موفي (الإنجليزية)
- الشمال على موقع بوكس أوفيس موجو (الإنجليزية)
- الشمال على موقع فيلمافينيتي (الإسبانية)
- الشمال على موقع قاعدة بيانات الأفلام السويدية (السويدية)